# Armata 9 germană (1916-1918)
 Armata 9 germană a fost una din marile unități operative ale Armatei Imperiale Germane, participantă la acțiunile militare de pe frontul român, în timpul Primului Război Mondial. În această perioadă, a fost comandată de generalul de infanterie Erich von Falkenhayn și generalul de infanterie Johannes von Eben.  :p. 183